# Hypar
Hypar (in cirillico Хыпар, in italiano Notizia) è un quotidiano regionale russo di stampo repubblicano e in edizione bilingue (ciuvascio e russo), su 4 fogli A2, ha una tiratura di 8 000 copie. Fondato il 21 gennaio 1906 a Kazan' da Nikolaj Vasil'evič Nikol'skij, successivamente viene spostato a Čeboksary, dove tuttora ha sede.

## Storia
La prima edizione fu stampata il 21 gennaio 1906 a Kazan'. Il 27 maggio 1907 fu la sua apertura ufficiale, durante la Prima Convocazione della Duma di Stato. Dal 1918 la sede venne spostata a Čeboksary, dov'è tuttora. Il Quotidiano negli anni è stato rinominato dapprima «Kanaš», in seguito «Čăvaš kommunĕ» e «Kommunizm jalavĕ», finché il 30 agosto 1991 ritornò ad essere chiamato Hypar.

## Direttori
- Nikolaj Vasil'evič Nikol'skij
- Kirillov Sergej Kirillovič
- Ignat'ev Sidor Ignat'evič
- Alekseev Pavel Alekseevič
- Ivanov Vasilij Ivanovič
- Nikolaeva Agapija Alekseevna
- Nikolaev Semën Nikolaevič
- Aljunov Gavriil Fëdorovič
- Milli Aleksej Prokop'evič
- Vasil'ev Andrej Vasil'evič
- Petrov Nikonor Petrovič
- Vasil'ev Ivan Vasil'evič
- Filippov Matvej Fi'ippovič
- Gavrilova Agaf'ja Gavrilovna
- Michajlov Semën Michajlovič
- Efimov Dmitrij Efimovič
- Daniil Semënovič Ėl'men'
- Lbov Aleksandr Petrovič
- Fadeev E. M.
- Lukin Lev Mironovič
- Zolotov Nikolaj Jakovlevič